# Peter Spuhler
Peter Spuhler, né le 9 janvier 1959 à Séville (originaire de Zurich), est un entrepreneur et une personnalité politique suisse, membre de l'Union démocratique du centre (UDC). Il est député du canton de Thurgovie au Conseil national de décembre 1999 à décembre 2012.

## Biographie
Peter Spuhler naît le 9 janvier 1959 à Séville, en Espagne. Il est originaire de Zurich.
Après des études de gestion d'entreprise à Université de Saint-Gall, il entre chez Stadler Rail en 1987. Deux ans plus tard, il rachète l'entreprise à la grand-mère de son épouse. Stadler Rail est alors un acteur local qui compte 18 employés pour un chiffre d'affaires de 4,5 millions de francs. Il le transforme les années suivantes en une entreprise de matériel roulant ferroviaire au succès international, comptant 13 000 employés dans le monde au début des années 2020 et un chiffre d'affaires de 3,7 milliards en 2021,.
Dans sa jeunesse, il joue au hockey sur glace au Grasshopper Club Zurich. Il sert également comme capitaine dans l'armée suisse.
Il a trois enfants, deux d'un premier mariage et un d'un second.

## Parcours politique
Membre de l'UDC, il est élu au Conseil national en 1999 et réélu à trois reprises (2003, 2007 et 2011). Il y siège à la Commission de l'économie et des redevances (CER).
En octobre 2012, il annonce qu'il remet son mandat pour la fin de l'année afin de gérer les difficultés auxquelles est confrontée son entreprise, durement touchée par la hausse du franc et un recul des commandes. Il est remplacé par Verena Herzog le 4 mars 2013.

### Positionnement politique
Contrairement à son parti, il soutient les accords bilatéraux entre la Suisse et l'Union européenne.

## Autres fonctions
Fin 2020, il est nommé consul honoraire de Russie à Zurich, mais décline le poste.

## Distinction
En 2021, le président de la Confédération Guy Parmelin lui remet le Prix Suisse de l'association à but non lucratif Initiative Suisse. Remis pour la première fois, celui-ci distingue les personnalités qui ont beaucoup apporté à la Suisse par leur courage, leur capacité d'innovation et leur créativité,,.